# レジス・モンターニュ
レジス・モンターニュ（Régis Montagne、2000年9月30日 - ）は、フランスのラグビーユニオン選手。トップ14のクレルモンに所属している。

## 経歴
フランスのイゼール県グルノーブル生まれ。2010年、10歳でFCグルノーブルのアカデミーに入る。
2017年3月、U17フランス代表の南アフリカ遠征メンバーに選出された。2018年にはU18フランス代表、2019年にはU19フランス代表になる。
2019年8月23日、FCグルノーブルのUSコロミエ戦でプロデビューを果たす。
2020年、U20フランス代表として、U20シックス・ネーションズに出場。
2024年、クレルモンに移籍した。
2025年、フランス代表のニュージーランド遠征メンバーに選ばれ、同年7月5日のニュージーランド代表戦に控えから出場し、代表初キャップを得た。